# 史蒂芬·史蒂格勒
史蒂芬·史蒂格勒（Stephen Stigler）是芝加哥大學統計系歐內斯特·德威特·伯頓傑出服務教授。他的研究主要集中於統計理論的穩健估計量和統計史，提出管制俘虜理論。他的父親是經濟學家喬治·斯蒂格勒。